# Aglummyia percinerea
Aglummyia percinerea är en tvåvingeart som beskrevs av Townsend 1912. Aglummyia percinerea ingår i släktet Aglummyia och familjen parasitflugor.
Artens utbredningsområde är Peru. Inga underarter finns listade i Catalogue of Life.